# Commanderie de La Marche
La commanderie de La Marche se situe à Charroux, en Bourbonnais, à environ 22 kilomètres au nord-ouest de la ville de Vichy.

## Situation
Les bâtiments qui subsistent de l'ancienne commanderie de La Marche, divisés depuis 1885 en deux propriétés, se trouvent en contrebas du bourg de Charroux, au sud-ouest du carrefour de la route de Jenzat à Chantelle et de celle d'Étroussat à Saint-Bonnet-de-Rochefort.

## Historique
La date précise de fondation de la commanderie de La Marche n'est pas connue. La plus ancienne mention, datant de 1204, est faite à l'occasion du passage de l'archevêque de Bourges en ce lieu, qui demanda l'hospitalité aux frères de La Marche qui la lui refusèrent.
Le 2 mai 1312, lors de l'attribution des biens de l'ordre du Temple, la commanderie fut dévolue à l'ordre de Saint-Jean de Jérusalem.
En janvier 1568, la commanderie fut mise à sac par les protestants, qui venaient de remporter la bataille de Cognat et qui allaient rejoindre le prince de Condé en Berry.
En 1793, la commanderie fut vendue comme bien national et devint une exploitation agricole. La propriété fut divisée en deux en 1885.